# Paja Jovanović
Pour les articles homonymes, voir Jovanović.
Pavle Paja Jovanović (en serbe cyrillique : Павле Паја Јовановић ; né le 16 juin 1859 à Vršac - mort le 30 novembre 1957 à Vienne) était un peintre réaliste serbe, l'un des plus importants de son époque avec Uroš Predić. 

## Biographie
Paja Jovanović a suivi ses études à Vienne. À partir de 1895, Jovanovic peignit le plus souvent des compositions historiques. Dans cette veine, parmi ses œuvres les plus célèbres, on peut citer Les grandes Migrations des Serbes, Le Soulèvement de Takovo, Le Couronnement de l'empereur Stefan Dušan, le Triptyque de Vršac et Le mariage de Stefan Dušan.
Dans la veine réaliste, on peut citer un certain nombre de scènes de genre comme Les Préparatifs de la mariée, Le Combat de coqs, ou Leçon de escrime. 
Après 1905, il s'est surtout consacré à peindre des portraits, notamment pour une clientèle riche grâce à laquelle il est devenu très célèbre. Parmi ses nombreux portraits on peut citer le Portrait du peintre Simington, le Portrait de Mihajlo Pupin, le Portrait du sculpteur Đoka Jovanović. Il a également souvent peint Muni, son modèle, qui fut aussi sa femme. 